# 暴力街 (1963年の映画)
『暴力街』（ぼうりょくがい）は、1963年3月9日に公開された日本の映画。高倉健主演・小林恒夫監督。東映東京撮影所制作・東映配給。モノクロ。東映任侠路線の先駆と評価される一作。

## あらすじ
縄張り争いと興行権をめぐるヤクザ同士の争いで、出所した主人公・小木曽俊介（高倉健）が留守を預かっていた弟分・影山浩（江原真二郎）の死に単身殴り込みをかける。

## スタッフ
- 監督：小林恒夫
- 脚本：直居欽哉、横山保朗
- 企画：岡田茂、登石雋一
- 撮影：西川庄衛
- 美術：北川弘
- 編集：田中修
- 音楽：木下忠司
- 照明：元持秀雄
- 録音：鳥巣隆

## 出演者
- 小木曽俊介：高倉健
- 香取陽子：三田佳子
- 市ノ木一夫：千葉真一
- 影山浩：江原真二郎
- 根本真紀：本間千代子
- 根本仙吉：菅井一郎
- 倉田政彦：佐藤慶
- 尾形敏郎：三島雅夫
- 緑川亜矢子：筑波久子
- 市ノ木芳子：菅井きん
- 岩永完次：沢彰謙
- 柴田刑事：殿山泰司
- 烏：潮健児
- 鉄：亀石征一郎
- サブ：北川恵一
- 吉：岡部正純
- 佐伯：滝島孝二
- 早田：佐藤晟也
- 千葉：関山耕司
- 三木：久地明
- 須藤：沢田実
- ジプシー・サリー：小林裕子
- 梅川三五郎：由利徹
- 立会人い：志摩栄
- 立会人ろ：内藤勝次郎
- 立会人は：八名信夫[注 1]
- 今泉：藤山竜一
- 高島：大東良
- 花崎新聞社長：滝謙太郎
- 花崎新聞社女事務員：金子澄江
- 質屋の親爺：大野広高
- 昌子：伊藤慶子
- バスの乗客：秋山敏
- 岩永組の乾分：日尾孝司、山之内修、賀川晴男

## 製作

### 企画
企画は当時の東映東京撮影所所長・岡田茂。『暴力街』というタイトルの映画は、本作と同じ小林恒夫監督で1955年に製作されており、リメイクと見られ、岡田が「ギャング路線」量産時に名作を復活させたもの。東映任侠路線の端緒を開いた映画といえば『人生劇場 飛車角』がよく知られるが、本作は日本のギャング=現代暴力団ものと着流し任侠ものの端境期に生まれた映画といえる。本作の公開は『人生劇場 飛車角』の一週間前である。また高倉健の飛躍の切っ掛けとなった作品は『人生劇場 飛車角』の宮川役が知られるが、本作を飛躍の切っ掛けと評価する向きもある。

### キャスティング
本作を紹介した『月刊平凡』1963年4月号には「ギャングもので大当たりを取った東映では、こんどはヤクザものに力を入れることになり、大映"悪名コンビ"の勝新太郎・田宮二郎さんの向こうをはって、高倉健・江原真二郎さんで"侠客コンビ"を作ってただいま売り出し中。『犬でいえば日本犬、負けるケンカと分かっていても、やればならぬという悲壮な味を持ったヤクザを演りたい』と高倉健さんが言えば、江原真二郎さんも負けじと『健さんが忘れられていく古いヤクザなら、ぼくは新しい現代ヤクザを演る。ドライ・ヤクザかな? 拳銃をドスに持ちかえた新コンビの活躍が楽しみです」と書かれている。『月刊平凡』の記事執筆は、1963年の2月か3月と見られることから、岡田茂は『人生劇場 飛車角』がヒットするしないに関わらず、任侠路線を敷く構想を持っていたと見られる。

## 興行
1963年1月にあった東映1963年3月～4月の番組編成発表では、本作のタイトルは『現代の顔役・暴力街』というタイトルで、公開は1963年4月の第一週に『武士道残酷物語』との併映と発表されていた。

## 作品の評価
二階堂卓也は「多彩なキャラクターを配しながら、結局は主人公を殴り込みに行かせるしかない作劇法は後の任侠映画に確かに通じる」等と評価している。

## 同時上映
『傷だらけの不敵者』
- 主演：アイ・ジョージ / 監督：近藤節也